# فهرست خورشیدگرفتگی‌های سده ۱۶ (پیش از میلاد)
این فهرست شامل خورشیدگرفتگی‌های قرن شانزدهم پیش از میلاد است که در طی دورهٔ سال ۱۶۰۰ پیش از میلاد تا ۱۵۰۱ پیش از میلاد روی داده‌اند. در این دوره، ۲۲۵ خورشیدگرفتگی رخ داد که ۷۸ مورد آن خورشیدگرفتگی جزئی، ۶۷ مورد خورشیدگرفتگی حلقه‌ای، ۵۹ خورشیدگرفتگی کامل و ۲۱ مورد نیز از نوع خورشیدگرفتگی مرکب بود.
بیش‌ترین تعداد خورشیدگرفتگی در طول یکسال، مربوط به سال ۱۶۷۶ پیش از میلاد بوده که پنج گرفتگی روی داد و در ماه ژوئیه سال ۱۶۱۱ پیش از میلاد، دو خورشیدگرفتگی رخ داد.
| تاریخ           | زمان بزرگترین گرفت | چرخهٔ ساروس | نوع    | قدر    | مدت زمان            | مکان                                            | مسیر گرفتگی            | ناحیهٔ جغرافیایی | منبع  |
| --------------- | ------------------ | ---------- | ------ | ------ | ------------------- | ----------------------------------------------- | ---------------------- | --------------- | ----- |
| ۲ ژانویه ۱۶۰۰   | ۲۲:۴۱:۵۶           | ۳۵         | جزئی   | ۰.۵۴۵۳ | —                   | ۶۵°۳۰′شمالی ۱۶°۵۴′غربی / ۶۵٫۵°شمالی ۱۶٫۹°غربی   | —                      |                 | [ ۱ ] |
| ۳۱ مه ۱۶۰۰      | ۰۴:۳۰:۵۵           | ۲          | جزئی   | ۰.۳۴۸۱ | —                   | ۶۹°۰۰′شمالی ۱۱۰°۴۸′شرقی / ۶۹٫۰°شمالی ۱۱۰٫۸°شرقی | —                      |                 | [ ۱ ] |
| ۲۹ ژوئن ۱۶۰۰    | ۱۵:۲۳:۲۱           | ۴۰         | جزئی   | ۰.۳۸۳۳ | —                   | ۶۶°۱۸′جنوبی ۹۷°۴۸′شرقی / ۶۶٫۳°جنوبی ۹۷٫۸°شرقی   | —                      |                 | [ ۱ ] |
| ۲۳ نوامبر ۱۶۰۰  | ۱۸:۳۰:۰۸           | ۷          | کامل   | ۱.۰۱۶۷ | ۰۰ دقیقه و ۵۹ ثانیه | ۷۸°۰۰′جنوبی ۱°۱۸′شرقی / ۷۸٫۰°جنوبی ۱٫۳°شرقی     | ۱۳۸ کیلومتر (۸۶ مایل)  |                 | [ ۱ ] |
| ۲۰ مه ۱۵۹۹      | ۰۸:۰۱:۴۳           | ۱۲         | حلقه‌ای | ۰.۹۴۹۸ | ۰۴ دقیقه و ۴۶ ثانیه | ۵۳°۳۶′شمالی ۱۶۰°۳۰′غربی / ۵۳٫۶°شمالی ۱۶۰٫۵°غربی | ۲۳۵ کیلومتر (۱۴۶ مایل) |                 | [ ۱ ] |
| ۱۳ نوامبر ۱۵۹۹  | ۰۹:۴۹:۰۹           | ۱۷         | کامل   | ۱.۰۴۵۲ | ۰۳ دقیقه و ۵۵ ثانیه | ۲۷°۳۰′جنوبی ۱۷۸°۱۲′غربی / ۲۷٫۵°جنوبی ۱۷۸٫۲°غربی | ۱۵۵ کیلومتر (۹۶ مایل)  |                 | [ ۱ ] |
| ۹ مه ۱۵۹۸       | ۰۸:۴۲:۳۰           | ۲۲         | حلقه‌ای | ۰.۹۵۸۷ | ۰۵ دقیقه و ۱۸ ثانیه | ۴°۳۰′شمالی ۱۵۵°۱۸′غربی / ۴٫۵°شمالی ۱۵۵٫۳°غربی   | ۱۵۲ کیلومتر (۹۴ مایل)  |                 | [ ۱ ] |
| ۳ نوامبر ۱۵۹۸   | ۰۰:۳۱:۴۸           | ۲۷         | مرکب   | ۱.۰۱۳۸ | ۰۱ دقیقه و ۲۲ ثانیه | ۱۵°۰۶′شمالی ۲۸°۰۶′غربی / ۱۵٫۱°شمالی ۲۸٫۱°غربی   | ۵۳ کیلومتر (۳۳ مایل)   |                 | [ ۱ ] |
| ۲۷ آوریل ۱۵۹۷   | ۱۳:۵۱:۲۵           | ۳۲         | حلقه‌ای | ۰.۹۹۳۷ | ۰۰ دقیقه و ۳۱ ثانیه | ۵۲°۳۶′جنوبی ۱۵۱°۲۴′شرقی / ۵۲٫۶°جنوبی ۱۵۱٫۴°شرقی | ۵۱ کیلومتر (۳۲ مایل)   |                 | [ ۱ ] |
| ۲۲ اکتبر ۱۵۹۷   | ۱۰:۰۸:۴۵           | ۳۷         | جزئی   | ۰.۶۴۱۹ | —                   | ۷۱°۲۴′شمالی ۱۰۸°۳۶′غربی / ۷۱٫۴°شمالی ۱۰۸٫۶°غربی | —                      |                 | [ ۱ ] |
| ۱۸ مارس ۱۵۹۶    | ۱۸:۳۱:۵۲           | ۴          | کامل   | ۱.۰۵۴۷ | ۰۳ دقیقه و ۳۳ ثانیه | ۶۰°۴۸′شمالی ۲۴°۱۸′شرقی / ۶۰٫۸°شمالی ۲۴٫۳°شرقی   | ۶۰۷ کیلومتر (۳۷۷ مایل) |                 | [ ۱ ] |
| ۱۱ سپتامبر ۱۵۹۶ | ۱۷:۵۶:۴۴           | ۹          | جزئی   | ۰.۷۸۵۰ | —                   | ۷۱°۰۶′جنوبی ۷°۰۶′شرقی / ۷۱٫۱°جنوبی ۷٫۱°شرقی     | —                      |                 | [ ۱ ] |
| ۸ مارس ۱۵۹۵     | ۱۱:۲۴:۳۲           | ۱۴         | کامل   | ۱.۰۶۳۰ | ۰۵ دقیقه و ۴۸ ثانیه | ۲°۴۲′شمالی ۱۶۴°۰۰′شرقی / ۲٫۷°شمالی ۱۶۴٫۰°شرقی   | ۲۱۲ کیلومتر (۱۳۲ مایل) |                 | [ ۱ ] |
| ۳۱ اوت ۱۵۹۵     | ۱۸:۵۱:۱۸           | ۱۹         | حلقه‌ای | ۰.۹۵۴۶ | ۰۵ دقیقه و ۴۱ ثانیه | ۷°۱۲′جنوبی ۴۷°۱۸′شرقی / ۷٫۲°جنوبی ۴۷٫۳°شرقی     | ۱۷۸ کیلومتر (۱۱۱ مایل) |                 | [ ۱ ] |
| ۲۶ فوریه ۱۵۹۴   | ۰۱:۴۱:۲۹           | ۲۴         | مرکب   | ۱.۰۱۲۸ | ۰۱ دقیقه و ۰۶ ثانیه | ۴۳°۴۸′جنوبی ۳۶°۱۸′غربی / ۴۳٫۸°جنوبی ۳۶٫۳°غربی   | ۵۱ کیلومتر (۳۲ مایل)   |                 | [ ۱ ] |
| ۲۱ اوت ۱۵۹۴     | ۰۲:۳۶:۵۰           | ۲۹         | مرکب   | ۱.۰۱۲۰ | ۰۱ دقیقه و ۰۵ ثانیه | ۳۹°۰۰′شمالی ۵۸°۴۲′غربی / ۳۹٫۰°شمالی ۵۸٫۷°غربی   | ۴۴ کیلومتر (۲۷ مایل)   |                 | [ ۱ ] |
| ۱۵ فوریه ۱۵۹۳   | ۰۹:۲۲:۳۰           | ۳۴         | جزئی   | ۰.۴۵۲۵ | —                   | ۶۹°۳۰′جنوبی ۱۴°۲۴′غربی / ۶۹٫۵°جنوبی ۱۴٫۴°غربی   | —                      |                 | [ ۱ ] |
| ۱۱ ژوئیه ۱۵۹۳   | ۰۹:۰۸:۱۸           | ۱          | جزئی   | ۰.۰۹۲۵ | —                   | ۶۵°۵۴′جنوبی ۱۵۴°۱۲′غربی / ۶۵٫۹°جنوبی ۱۵۴٫۲°غربی | —                      |                 | [ ۱ ] |
| ۹ اوت ۱۵۹۳      | ۱۶:۵۳:۵۳           | ۳۹         | جزئی   | ۰.۸۹۲۷ | —                   | ۶۸°۳۶′شمالی ۱۱۹°۴۸′غربی / ۶۸٫۶°شمالی ۱۱۹٫۸°غربی | —                      |                 | [ ۱ ] |
| ۴ ژانویه ۱۵۹۲   | ۱۶:۱۴:۰۷           | ۶          | حلقه‌ای | ۰.۹۱۶۰ | ۰۸ دقیقه و ۴۵ ثانیه | ۵۱°۱۸′شمالی ۱۰۰°۳۶′شرقی / ۵۱٫۳°شمالی ۱۰۰٫۶°شرقی | ۲۵۸ کیلومتر (۱۶۰ مایل) |                 | [ ۱ ] |
| ۱ ژوئیه ۱۵۹۲    | ۰۱:۳۶:۴۹           | ۱۱         | کامل   | ۱.۰۴۵۵ | ۰۴ دقیقه و ۱۰ ثانیه | ۲۸°۰۰′جنوبی ۴۳°۵۴′غربی / ۲۸٫۰°جنوبی ۴۳٫۹°غربی   | ۲۴۶ کیلومتر (۱۵۳ مایل) |                 | [ ۱ ] |
| ۲۴ دسامبر ۱۵۹۲  | ۱۸:۵۳:۱۲           | ۱۶         | حلقه‌ای | ۰.۹۶۴۲ | ۰۴ دقیقه و ۲۰ ثانیه | ۹°۵۴′جنوبی ۵۴°۰۶′شرقی / ۹٫۹°جنوبی ۵۴٫۱°شرقی     | ۱۳۳ کیلومتر (۸۳ مایل)  |                 | [ ۱ ] |
| ۲۰ ژوئن ۱۵۹۱    | ۱۳:۳۴:۱۲           | ۲۱         | حلقه‌ای | ۰.۹۹۹۷ | ۰۰ دقیقه و ۰۲ ثانیه | ۲۰°۴۸′شمالی ۱۲۸°۵۴′شرقی / ۲۰٫۸°شمالی ۱۲۸٫۹°شرقی | ۱ کیلومتر (۰٫۶۲ مایل)  |                 | [ ۱ ] |
| ۱۴ دسامبر ۱۵۹۱  | ۰۴:۴۵:۵۱           | ۲۶         | کامل   | ۱.۰۱۶۱ | ۰۱ دقیقه و ۱۶ ثانیه | ۴۹°۰۰′جنوبی ۱۰۸°۰۶′غربی / ۴۹٫۰°جنوبی ۱۰۸٫۱°غربی | ۶۲ کیلومتر (۳۹ مایل)   |                 | [ ۱ ] |
| ۹ ژوئن ۱۵۹۰     | ۱۸:۲۲:۳۵           | ۳۱         | حلقه‌ای | ۰.۹۵۱۶ | ۰۳ دقیقه و ۵۱ ثانیه | ۶۵°۴۲′شمالی ۲۳°۰۰′شرقی / ۶۵٫۷°شمالی ۲۳٫۰°شرقی   | ۲۷۱ کیلومتر (۱۶۸ مایل) |                 | [ ۱ ] |
| ۳ دسامبر ۱۵۹۰   | ۱۹:۳۶:۲۵           | ۳۶         | جزئی   | ۰.۷۹۹۴ | —                   | ۶۲°۴۸′جنوبی ۹۷°۰۰′غربی / ۶۲٫۸°جنوبی ۹۷٫۰°غربی   | —                      |                 | [ ۱ ] |
| ۲۹ آوریل ۱۵۸۹   | ۰۵:۰۳:۲۷           | ۳          | جزئی   | ۰.۴۴۶۵ | —                   | ۶۱°۰۰′جنوبی ۳۰°۰۰′غربی / ۶۱٫۰°جنوبی ۳۰٫۰°غربی   | —                      |                 | [ ۱ ] |
| ۲۸ مه ۱۵۸۹      | ۱۹:۰۰:۱۷           | ۴۱         | جزئی   | ۰.۰۸۴۷ | —                   | ۶۲°۲۴′شمالی ۸۳°۲۴′غربی / ۶۲٫۴°شمالی ۸۳٫۴°غربی   | —                      |                 | [ ۱ ] |
| ۲۳ اکتبر ۱۵۸۹   | ۲۲:۳۶:۳۰           | ۸          | حلقه‌ای | ۰.۹۸۹۲ | ۰۰ دقیقه و ۴۷ ثانیه | ۵۳°۲۴′شمالی ۴۲°۴۸′شرقی / ۵۳٫۴°شمالی ۴۲٫۸°شرقی   | ۱۲۹ کیلومتر (۸۰ مایل)  |                 | [ ۱ ] |
| ۱۸ آوریل ۱۵۸۸   | ۱۲:۱۱:۱۷           | ۱۳         | کامل   | ۱.۰۱۶۳ | ۰۱ دقیقه و ۲۹ ثانیه | ۱۹°۵۴′جنوبی ۱۶۵°۴۲′شرقی / ۱۹٫۹°جنوبی ۱۶۵٫۷°شرقی | ۶۳ کیلومتر (۳۹ مایل)   |                 | [ ۱ ] |
| ۱۳ اکتبر ۱۵۸۸   | ۰۶:۱۱:۴۹           | ۱۸         | حلقه‌ای | ۰.۹۴۷۶ | ۰۵ دقیقه و ۳۵ ثانیه | ۱۱°۵۴′شمالی ۱۱۲°۱۲′غربی / ۱۱٫۹°شمالی ۱۱۲٫۲°غربی | ۲۰۰ کیلومتر (۱۲۰ مایل) |                 | [ ۱ ] |
| ۸ آوریل ۱۵۸۷    | ۰۲:۰۵:۰۵           | ۲۳         | کامل   | ۱.۰۶۵۳ | ۰۵ دقیقه و ۱۶ ثانیه | ۱۶°۰۰′شمالی ۶۴°۳۶′غربی / ۱۶٫۰°شمالی ۶۴٫۶°غربی   | ۲۲۲ کیلومتر (۱۳۸ مایل) |                 | [ ۱ ] |
| ۲ اکتبر ۱۵۸۷    | ۰۶:۵۹:۴۳           | ۲۸         | حلقه‌ای | ۰.۹۲۰۴ | ۰۸ دقیقه و ۵۹ ثانیه | ۱۹°۱۸′جنوبی ۱۴۴°۲۴′غربی / ۱۹٫۳°جنوبی ۱۴۴٫۴°غربی | ۳۲۷ کیلومتر (۲۰۳ مایل) |                 | [ ۱ ] |
| ۲۸ مارس ۱۵۸۶    | ۱۹:۰۵:۴۲           | ۳۳         | جزئی   | ۰.۹۹۶۰ | —                   | ۶۰°۳۶′شمالی ۳۵°۰۰′غربی / ۶۰٫۶°شمالی ۳۵٫۰°غربی   | —                      |                 | [ ۱ ] |
| ۲۱ سپتامبر ۱۵۸۶ | ۰۶:۴۷:۳۰           | ۳۸         | جزئی   | ۰.۷۹۷۱ | —                   | ۶۰°۳۶′جنوبی ۱۵۳°۴۲′شرقی / ۶۰٫۶°جنوبی ۱۵۳٫۷°شرقی | —                      |                 | [ ۱ ] |
| ۱۶ فوریه ۱۵۸۵   | ۲۳:۴۷:۵۵           | ۵          | حلقه‌ای | ۰.۹۸۷۱ | ۰۰ دقیقه و ۵۱ ثانیه | ۶۶°۳۶′جنوبی ۴۰°۴۲′شرقی / ۶۶٫۶°جنوبی ۴۰٫۷°شرقی   | ۹۷ کیلومتر (۶۰ مایل)   |                 | [ ۱ ] |
| ۱۱ اوت ۱۵۸۵     | ۰۱:۱۶:۰۹           | ۱۰         | کامل   | ۱.۰۱۶۴ | ۰۰ دقیقه و ۵۱ ثانیه | ۶۸°۰۰′شمالی ۷۵°۲۴′شرقی / ۶۸٫۰°شمالی ۷۵٫۴°شرقی   | ۴۱۴ کیلومتر (۲۵۷ مایل) |                 | [ ۱ ] |
| ۵ فوریه ۱۵۸۴    | ۰۵:۱۳:۵۲           | ۱۵         | حلقه‌ای | ۰.۹۴۳۶ | ۰۶ دقیقه و ۲۰ ثانیه | ۲۹°۰۶′جنوبی ۹۶°۲۴′غربی / ۲۹٫۱°جنوبی ۹۶٫۴°غربی   | ۲۱۱ کیلومتر (۱۳۱ مایل) |                 | [ ۱ ] |
| ۳۱ ژوئیه ۱۵۸۴   | ۱۶:۴۸:۱۳           | ۲۰         | کامل   | ۱.۰۶۸۳ | ۰۵ دقیقه و ۲۶ ثانیه | ۳۵°۴۲′شمالی ۸۶°۲۴′شرقی / ۳۵٫۷°شمالی ۸۶٫۴°شرقی   | ۲۳۰ کیلومتر (۱۴۰ مایل) |                 | [ ۱ ] |
| ۲۵ ژانویه ۱۵۸۳  | ۰۵:۰۶:۲۲           | ۲۵         | حلقه‌ای | ۰.۹۲۵۷ | ۱۰ دقیقه و ۰۷ ثانیه | ۱۰°۰۶′شمالی ۱۰۷°۱۸′غربی / ۱۰٫۱°شمالی ۱۰۷٫۳°غربی | ۳۳۱ کیلومتر (۲۰۶ مایل) |                 | [ ۱ ] |
| ۲۱ ژوئیه ۱۵۸۳   | ۰۹:۲۶:۳۴           | ۳۰         | کامل   | ۱.۰۵۵۰ | ۰۵ دقیقه و ۱۹ ثانیه | ۵°۰۰′جنوبی ۱۷۳°۵۴′غربی / ۵٫۰°جنوبی ۱۷۳٫۹°غربی   | ۲۰۶ کیلومتر (۱۲۸ مایل) |                 | [ ۱ ] |
| ۱۴ ژانویه ۱۵۸۲  | ۰۶:۳۸:۱۵           | ۳۵         | جزئی   | ۰.۵۸۱۰ | —                   | ۶۴°۳۰′شمالی ۱۴۷°۳۶′غربی / ۶۴٫۵°شمالی ۱۴۷٫۶°غربی | —                      |                 | [ ۱ ] |
| ۱۱ ژوئن ۱۵۸۲    | ۱۱:۱۳:۰۹           | ۲          | جزئی   | ۰.۲۰۰۸ | —                   | ۶۸°۰۰′شمالی ۳°۰۰′غربی / ۶۸٫۰°شمالی ۳٫۰°غربی     | —                      |                 | [ ۱ ] |
| ۱۰ ژوئیه ۱۵۸۲   | ۲۲:۳۲:۰۳           | ۴۰         | جزئی   | ۰.۴۹۶۷ | —                   | ۶۵°۱۸′جنوبی ۲۱°۳۰′غربی / ۶۵٫۳°جنوبی ۲۱٫۵°غربی   | —                      |                 | [ ۱ ] |
| ۵ دسامبر ۱۵۸۲   | ۰۳:۱۸:۰۲           | ۷          | کامل   | ۱.۰۱۹۶ | ۰۱ دقیقه و ۰۸ ثانیه | ۸۲°۱۸′جنوبی ۱۳۲°۴۲′غربی / ۸۲٫۳°جنوبی ۱۳۲٫۷°غربی | ۱۶۰ کیلومتر (۹۹ مایل)  |                 | [ ۱ ] |
| ۳۰ مه ۱۵۸۱      | ۱۴:۱۹:۰۲           | ۱۲         | حلقه‌ای | ۰.۹۴۷۲ | ۰۴ دقیقه و ۳۵ ثانیه | ۶۳°۴۲′شمالی ۱۰۱°۳۰′شرقی / ۶۳٫۷°شمالی ۱۰۱٫۵°شرقی | ۲۷۸ کیلومتر (۱۷۳ مایل) |                 | [ ۱ ] |
| ۲۳ نوامبر ۱۵۸۱  | ۱۸:۴۳:۱۹           | ۱۷         | کامل   | ۱.۰۴۵۰ | ۰۳ دقیقه و ۵۲ ثانیه | ۳۱°۰۶′جنوبی ۴۷°۳۶′شرقی / ۳۱٫۱°جنوبی ۴۷٫۶°شرقی   | ۱۵۴ کیلومتر (۹۶ مایل)  |                 | [ ۱ ] |
| ۱۹ مه ۱۵۸۰      | ۱۵:۰۴:۳۸           | ۲۲         | حلقه‌ای | ۰.۹۶۰۹ | ۰۴ دقیقه و ۵۸ ثانیه | ۱۲°۵۴′شمالی ۱۰۵°۳۰′شرقی / ۱۲٫۹°شمالی ۱۰۵٫۵°شرقی | ۱۴۲ کیلومتر (۸۸ مایل)  |                 | [ ۱ ] |
| ۱۳ نوامبر ۱۵۸۰  | ۰۹:۱۶:۱۵           | ۲۷         | مرکب   | ۱.۰۱۰۷ | ۰۱ دقیقه و ۰۵ ثانیه | ۱۱°۳۶′شمالی ۱۶۲°۰۰′غربی / ۱۱٫۶°شمالی ۱۶۲٫۰°غربی | ۴۱ کیلومتر (۲۵ مایل)   |                 | [ ۱ ] |
| ۸ مه ۱۵۷۹       | ۲۰:۴۳:۰۹           | ۳۲         | مرکب   | ۱.۰۰۰۵ | ۰۰ دقیقه و ۰۳ ثانیه | ۴۱°۰۰′جنوبی ۳۶°۵۴′شرقی / ۴۱٫۰°جنوبی ۳۶٫۹°شرقی   | ۳ کیلومتر (۱٫۹ مایل)   |                 | [ ۱ ] |
| ۲ نوامبر ۱۵۷۹   | ۱۸:۲۸:۰۷           | ۳۷         | جزئی   | ۰.۶۳۹۴ | —                   | ۷۰°۵۴′شمالی ۱۱۱°۱۲′شرقی / ۷۰٫۹°شمالی ۱۱۱٫۲°شرقی | —                      |                 | [ ۱ ] |
| ۳۰ مارس ۱۵۷۸    | ۰۲:۱۱:۰۲           | ۴          | جزئی   | ۰.۹۹۹۸ | —                   | ۷۱°۳۶′شمالی ۱۴۰°۱۸′غربی / ۷۱٫۶°شمالی ۱۴۰٫۳°غربی | —                      |                 | [ ۱ ] |
| ۲۸ آوریل ۱۵۷۸   | ۰۹:۲۸:۳۸           | ۴۲         | جزئی   | ۰.۰۲۳۳ | —                   | ۷۱°۰۶′جنوبی ۱۰۶°۴۸′غربی / ۷۱٫۱°جنوبی ۱۰۶٫۸°غربی | —                      |                 | [ ۱ ] |
| ۲۳ سپتامبر ۱۵۷۸ | ۰۱:۲۹:۴۴           | ۹          | جزئی   | ۰.۷۴۲۸ | —                   | ۷۱°۳۶′جنوبی ۱۲۱°۳۶′غربی / ۷۱٫۶°جنوبی ۱۲۱٫۶°غربی | —                      |                 | [ ۱ ] |
| ۱۸ مارس ۱۵۷۷    | ۱۹:۰۹:۴۹           | ۱۴         | کامل   | ۱.۰۶۴۰ | ۰۵ دقیقه و ۴۷ ثانیه | ۹°۴۸′شمالی ۴۳°۴۸′شرقی / ۹٫۸°شمالی ۴۳٫۸°شرقی     | ۲۱۸ کیلومتر (۱۳۵ مایل) |                 | [ ۱ ] |
| ۱۱ سپتامبر ۱۵۷۷ | ۰۲:۳۱:۱۸           | ۱۹         | حلقه‌ای | ۰.۹۵۴۰ | ۰۵ دقیقه و ۳۴ ثانیه | ۱۲°۴۲′جنوبی ۷۱°۰۰′غربی / ۱۲٫۷°جنوبی ۷۱٫۰°غربی   | ۱۸۲ کیلومتر (۱۱۳ مایل) |                 | [ ۱ ] |
| ۸ مارس ۱۵۷۶     | ۰۹:۱۷:۴۷           | ۲۴         | مرکب   | ۱.۰۱۳۰ | ۰۱ دقیقه و ۱۰ ثانیه | ۳۶°۴۲′جنوبی ۱۵۳°۱۲′غربی / ۳۶٫۷°جنوبی ۱۵۳٫۲°غربی | ۵۰ کیلومتر (۳۱ مایل)   |                 | [ ۱ ] |
| ۳۱ اوت ۱۵۷۶     | ۱۰:۳۳:۳۱           | ۲۹         | مرکب   | ۱.۰۱۲۳ | ۰۱ دقیقه و ۰۸ ثانیه | ۳۳°۱۲′شمالی ۱۷۹°۱۸′غربی / ۳۳٫۲°شمالی ۱۷۹٫۳°غربی | ۴۵ کیلومتر (۲۸ مایل)   |                 | [ ۱ ] |
| ۲۵ فوریه ۱۵۷۵   | ۱۶:۴۰:۴۳           | ۳۴         | جزئی   | ۰.۵۲۶۲ | —                   | ۷۰°۱۸′جنوبی ۱۳۸°۱۲′غربی / ۷۰٫۳°جنوبی ۱۳۸٫۲°غربی | —                      |                 | [ ۱ ] |
| ۲۱ اوت ۱۵۷۵     | ۰۰:۵۷:۱۱           | ۳۹         | جزئی   | ۰.۹۷۱۱ | —                   | ۶۹°۳۰′شمالی ۱۰۵°۳۶′شرقی / ۶۹٫۵°شمالی ۱۰۵٫۶°شرقی | —                      |                 | [ ۱ ] |
| ۱۵ ژانویه ۱۵۷۴  | ۲۳:۵۵:۵۷           | ۶          | حلقه‌ای | ۰.۹۱۸۳ | ۰۷ دقیقه و ۵۷ ثانیه | ۵۷°۴۲′شمالی ۲۲°۳۶′غربی / ۵۷٫۷°شمالی ۲۲٫۶°غربی   | —                      |                 | [ ۱ ] |
| ۱۲ ژوئیه ۱۵۷۴   | ۰۹:۰۳:۲۳           | ۱۱         | کامل   | ۱.۰۳۸۵ | ۰۳ دقیقه و ۲۶ ثانیه | ۳۵°۰۶′جنوبی ۱۶۰°۰۰′غربی / ۳۵٫۱°جنوبی ۱۶۰٫۰°غربی | ۲۵۰ کیلومتر (۱۶۰ مایل) |                 | [ ۱ ] |
| ۵ ژانویه ۱۵۷۳   | ۰۳:۰۳:۱۶           | ۱۶         | حلقه‌ای | ۰.۹۶۹۳ | ۰۳ دقیقه و ۴۵ ثانیه | ۹°۳۰′جنوبی ۶۹°۵۴′غربی / ۹٫۵°جنوبی ۶۹٫۹°غربی     | ۱۱۴ کیلومتر (۷۱ مایل)  |                 | [ ۱ ] |
| ۳۰ ژوئن ۱۵۷۳    | ۲۰:۳۰:۳۰           | ۲۱         | حلقه‌ای | ۰.۹۹۴۱ | ۰۰ دقیقه و ۴۰ ثانیه | ۱۷°۳۰′شمالی ۲۴°۱۸′شرقی / ۱۷٫۵°شمالی ۲۴٫۳°شرقی   | ۲۱ کیلومتر (۱۳ مایل)   |                 | [ ۱ ] |
| ۲۴ دسامبر ۱۵۷۳  | ۱۳:۲۲:۳۶           | ۲۶         | کامل   | ۱.۰۲۰۶ | ۰۱ دقیقه و ۳۷ ثانیه | ۵۰°۲۴′جنوبی ۱۲۵°۳۰′شرقی / ۵۰٫۴°جنوبی ۱۲۵٫۵°شرقی | ۷۹ کیلومتر (۴۹ مایل)   |                 | [ ۱ ] |
| ۲۰ ژوئن ۱۵۷۲    | ۰۰:۴۸:۴۲           | ۳۱         | حلقه‌ای | ۰.۹۴۹۹ | ۰۴ دقیقه و ۱۵ ثانیه | ۶۳°۱۸′شمالی ۶۱°۴۸′غربی / ۶۳٫۳°شمالی ۶۱٫۸°غربی   | ۲۴۹ کیلومتر (۱۵۵ مایل) |                 | [ ۱ ] |
| ۱۴ دسامبر ۱۵۷۲  | ۰۴:۲۶:۳۹           | ۳۶         | جزئی   | ۰.۸۰۴۶ | —                   | ۶۳°۴۲′جنوبی ۱۱۹°۱۸′شرقی / ۶۳٫۷°جنوبی ۱۱۹٫۳°شرقی | —                      |                 | [ ۱ ] |
| ۱۰ مه ۱۵۷۱      | ۱۱:۳۴:۱۴           | ۳          | جزئی   | ۰.۳۰۷۲ | —                   | ۶۱°۲۴′جنوبی ۱۳۸°۱۲′غربی / ۶۱٫۴°جنوبی ۱۳۸٫۲°غربی | —                      |                 | [ ۱ ] |
| ۹ ژوئن ۱۵۷۱     | ۰۱:۲۱:۲۹           | ۴۱         | جزئی   | ۰.۲۳۲۸ | —                   | ۶۳°۰۶′شمالی ۱۷۰°۲۴′شرقی / ۶۳٫۱°شمالی ۱۷۰٫۴°شرقی | —                      |                 | [ ۱ ] |
| ۴ نوامبر ۱۵۷۱   | ۰۷:۱۲:۰۵           | ۸          | حلقه‌ای | ۰.۹۸۵۰ | ۰۱ دقیقه و ۰۸ ثانیه | ۵۲°۲۴′شمالی ۹۲°۳۶′غربی / ۵۲٫۴°شمالی ۹۲٫۶°غربی   | ۱۹۱ کیلومتر (۱۱۹ مایل) |                 | [ ۱ ] |
| ۲۹ آوریل ۱۵۷۰   | ۱۹:۱۳:۱۲           | ۱۳         | کامل   | ۱.۰۲۰۵ | ۰۱ دقیقه و ۵۲ ثانیه | ۲۰°۴۲′جنوبی ۵۹°۱۲′شرقی / ۲۰٫۷°جنوبی ۵۹٫۲°شرقی   | ۸۳ کیلومتر (۵۲ مایل)   |                 | [ ۱ ] |
| ۲۴ اکتبر ۱۵۷۰   | ۱۴:۲۰:۳۸           | ۱۸         | حلقه‌ای | ۰.۹۴۳۵ | ۰۶ دقیقه و ۱۳ ثانیه | ۸°۰۰′شمالی ۱۲۳°۱۸′شرقی / ۸٫۰°شمالی ۱۲۳٫۳°شرقی   | ۲۱۷ کیلومتر (۱۳۵ مایل) |                 | [ ۱ ] |
| ۱۸ آوریل ۱۵۶۹   | ۰۹:۳۰:۱۷           | ۲۳         | کامل   | ۱.۰۶۹۶ | ۰۵ دقیقه و ۳۵ ثانیه | ۱۶°۳۶′شمالی ۱۷۶°۳۰′غربی / ۱۶٫۶°شمالی ۱۷۶٫۵°غربی | ۲۳۲ کیلومتر (۱۴۴ مایل) |                 | [ ۱ ] |
| ۱۲ اکتبر ۱۵۶۹   | ۱۴:۴۷:۵۴           | ۲۸         | حلقه‌ای | ۰.۹۱۸۱ | ۰۹ دقیقه و ۰۵ ثانیه | ۲۲°۵۴′جنوبی ۹۶°۲۴′شرقی / ۲۲٫۹°جنوبی ۹۶٫۴°شرقی   | ۳۳۵ کیلومتر (۲۰۸ مایل) |                 | [ ۱ ] |
| ۸ آوریل ۱۵۶۸    | ۰۲:۴۰:۰۱           | ۳۳         | کامل   | ۱.۰۶۱۷ | ۰۳ دقیقه و ۴۰ ثانیه | ۵۷°۰۰′شمالی ۱۲۵°۱۲′غربی / ۵۷٫۰°شمالی ۱۲۵٫۲°غربی | ۶۴۹ کیلومتر (۴۰۳ مایل) |                 | [ ۱ ] |
| ۱ اکتبر ۱۵۶۸    | ۱۴:۳۸:۲۵           | ۳۸         | جزئی   | ۰.۸۳۲۵ | —                   | ۶۰°۳۰′جنوبی ۲۵°۴۲′شرقی / ۶۰٫۵°جنوبی ۲۵٫۷°شرقی   | —                      |                 | [ ۱ ] |
| ۲۷ فوریه ۱۵۶۷   | ۰۷:۲۴:۰۳           | ۵          | حلقه‌ای | ۰.۹۸۵۱ | ۰۰ دقیقه و ۵۷ ثانیه | ۶۴°۴۲′جنوبی ۶۴°۳۶′غربی / ۶۴٫۷°جنوبی ۶۴٫۶°غربی   | ۱۴۵ کیلومتر (۹۰ مایل)  |                 | [ ۱ ] |
| ۲۲ اوت ۱۵۶۷     | ۰۹:۱۱:۲۸           | ۱۰         | جزئی   | ۰.۹۵۶۷ | —                   | ۶۲°۰۰′شمالی ۴۰°۱۲′غربی / ۶۲٫۰°شمالی ۴۰٫۲°غربی   | —                      |                 | [ ۱ ] |
| ۱۶ فوریه ۱۵۶۶   | ۱۲:۳۴:۱۳           | ۱۵         | حلقه‌ای | ۰.۹۴۴۶ | ۰۶ دقیقه و ۰۴ ثانیه | ۲۸°۱۸′جنوبی ۱۵۳°۴۲′شرقی / ۲۸٫۳°جنوبی ۱۵۳٫۷°شرقی | ۲۰۹ کیلومتر (۱۳۰ مایل) |                 | [ ۱ ] |
| ۱۲ اوت ۱۵۶۶     | ۰۰:۴۴:۵۲           | ۲۰         | کامل   | ۱.۰۶۵۳ | ۰۵ دقیقه و ۰۵ ثانیه | ۳۵°۴۸′شمالی ۳۱°۴۲′غربی / ۳۵٫۸°شمالی ۳۱٫۷°غربی   | ۲۲۳ کیلومتر (۱۳۹ مایل) |                 | [ ۱ ] |
| ۵ فوریه ۱۵۶۵    | ۱۲:۲۹:۰۲           | ۲۵         | حلقه‌ای | ۰.۹۲۹۷ | ۰۹ دقیقه و ۱۳ ثانیه | ۹°۱۸′شمالی ۱۳۹°۳۶′شرقی / ۹٫۳°شمالی ۱۳۹٫۶°شرقی   | ۳۰۳ کیلومتر (۱۸۸ مایل) |                 | [ ۱ ] |
| ۳۱ ژوئیه ۱۵۶۵   | ۱۷:۰۹:۴۸           | ۳۰         | کامل   | ۱.۰۵۰۰ | ۰۴ دقیقه و ۴۸ ثانیه | ۲°۴۲′جنوبی ۶۸°۰۶′شرقی / ۲٫۷°جنوبی ۶۸٫۱°شرقی     | ۱۸۳ کیلومتر (۱۱۴ مایل) |                 | [ ۱ ] |
| ۲۴ ژانویه ۱۵۶۴  | ۱۴:۲۷:۵۵           | ۳۵         | جزئی   | ۰.۶۲۸۲ | —                   | ۶۳°۳۰′شمالی ۸۳°۳۶′شرقی / ۶۳٫۵°شمالی ۸۳٫۶°شرقی   | —                      |                 | [ ۱ ] |
| ۲۱ ژوئن ۱۵۶۴    | ۱۷:۵۷:۲۶           | ۲          | جزئی   | ۰.۰۶۰۳ | —                   | ۶۷°۰۰′شمالی ۱۱۶°۴۸′غربی / ۶۷٫۰°شمالی ۱۱۶٫۸°غربی | —                      |                 | [ ۱ ] |
| ۲۱ ژوئیه ۱۵۶۴   | ۰۵:۴۶:۱۱           | ۴۰         | جزئی   | ۰.۵۹۹۷ | —                   | ۶۴°۲۴′جنوبی ۱۴۱°۴۲′غربی / ۶۴٫۴°جنوبی ۱۴۱٫۷°غربی | —                      |                 | [ ۱ ] |
| ۱۵ دسامبر ۱۵۶۴  | ۱۲:۰۳:۵۵           | ۷          | کامل   | ۱.۰۲۲۸ | ۰۱ دقیقه و ۱۸ ثانیه | ۸۶°۴۲′جنوبی ۱۰۳°۲۴′شرقی / ۸۶٫۷°جنوبی ۱۰۳٫۴°شرقی | ۱۸۶ کیلومتر (۱۱۶ مایل) |                 | [ ۱ ] |
| ۱۰ ژوئن ۱۵۶۳    | ۲۰:۳۸:۴۵           | ۱۲         | حلقه‌ای | ۰.۹۴۴۰ | ۰۴ دقیقه و ۲۶ ثانیه | ۷۴°۰۶′شمالی ۴°۰۰′شرقی / ۷۴٫۱°شمالی ۴٫۰°شرقی     | ۳۴۷ کیلومتر (۲۱۶ مایل) |                 | [ ۱ ] |
| ۵ دسامبر ۱۵۶۳   | ۰۳:۳۵:۵۶           | ۱۷         | کامل   | ۱.۰۴۵۰ | ۰۳ دقیقه و ۵۰ ثانیه | ۳۴°۰۰′جنوبی ۸۵°۳۰′غربی / ۳۴٫۰°جنوبی ۸۵٫۵°غربی   | ۱۵۴ کیلومتر (۹۶ مایل)  |                 | [ ۱ ] |
| ۳۰ مه ۱۵۶۲      | ۲۱:۲۹:۳۳           | ۲۲         | حلقه‌ای | ۰.۹۶۲۸ | ۰۴ دقیقه و ۳۷ ثانیه | ۲۰°۴۸′شمالی ۶°۲۴′شرقی / ۲۰٫۸°شمالی ۶٫۴°شرقی     | ۱۳۵ کیلومتر (۸۴ مایل)  |                 | [ ۱ ] |
| ۲۴ نوامبر ۱۵۶۲  | ۱۷:۵۹:۴۲           | ۲۷         | مرکب   | ۱.۰۰۸۰ | ۰۰ دقیقه و ۵۱ ثانیه | ۸°۳۶′شمالی ۶۴°۲۴′شرقی / ۸٫۶°شمالی ۶۴٫۴°شرقی     | ۳۱ کیلومتر (۱۹ مایل)   |                 | [ ۱ ] |
| ۱۹ مه ۱۵۶۱      | ۰۳:۳۵:۱۰           | ۳۲         | مرکب   | ۱.۰۰۶۲ | ۰۰ دقیقه و ۳۷ ثانیه | ۳۰°۴۸′جنوبی ۷۳°۵۴′غربی / ۳۰٫۸°جنوبی ۷۳٫۹°غربی   | ۳۲ کیلومتر (۲۰ مایل)   |                 | [ ۱ ] |
| ۱۳ نوامبر ۱۵۶۱  | ۰۲:۴۸:۳۱           | ۳۷         | جزئی   | ۰.۶۳۴۲ | —                   | ۷۰°۱۲′شمالی ۲۸°۵۴′غربی / ۷۰٫۲°شمالی ۲۸٫۹°غربی   | —                      |                 | [ ۱ ] |
| ۹ آوریل ۱۵۶۰    | ۰۹:۴۴:۴۰           | ۴          | جزئی   | ۰.۸۸۰۱ | —                   | ۷۱°۳۶′شمالی ۹۰°۴۲′شرقی / ۷۱٫۶°شمالی ۹۰٫۷°شرقی   | —                      |                 | [ ۱ ] |
| ۸ مه ۱۵۶۰       | ۱۶:۴۶:۴۱           | ۴۲         | جزئی   | ۰.۱۶۵۰ | —                   | ۷۰°۳۰′جنوبی ۱۲۸°۴۸′شرقی / ۷۰٫۵°جنوبی ۱۲۸٫۸°شرقی | —                      |                 | [ ۱ ] |
| ۳ اکتبر ۱۵۶۰    | ۰۹:۱۱:۰۳           | ۹          | جزئی   | ۰.۷۱۲۱ | —                   | ۷۱°۴۸′جنوبی ۱۰۷°۱۲′شرقی / ۷۱٫۸°جنوبی ۱۰۷٫۲°شرقی | —                      |                 | [ ۱ ] |
| ۳۰ مارس ۱۵۵۹    | ۰۲:۴۷:۵۵           | ۱۴         | کامل   | ۱.۰۶۴۲ | ۰۵ دقیقه و ۳۹ ثانیه | ۱۷°۳۰′شمالی ۷۴°۵۴′غربی / ۱۷٫۵°شمالی ۷۴٫۹°غربی   | ۲۲۴ کیلومتر (۱۳۹ مایل) |                 | [ ۱ ] |
| ۲۲ سپتامبر ۱۵۵۹ | ۱۰:۲۱:۵۹           | ۱۹         | حلقه‌ای | ۰.۹۵۳۸ | ۰۵ دقیقه و ۲۳ ثانیه | ۱۸°۰۰′جنوبی ۱۶۸°۰۰′شرقی / ۱۸٫۰°جنوبی ۱۶۸٫۰°شرقی | ۱۸۵ کیلومتر (۱۱۵ مایل) |                 | [ ۱ ] |
| ۱۹ مارس ۱۵۵۸    | ۱۶:۴۳:۵۹           | ۲۴         | مرکب   | ۱.۰۱۲۸ | ۰۱ دقیقه و ۱۳ ثانیه | ۲۹°۱۲′جنوبی ۹۱°۳۶′شرقی / ۲۹٫۲°جنوبی ۹۱٫۶°شرقی   | ۴۸ کیلومتر (۳۰ مایل)   |                 | [ ۱ ] |
| ۱۱ سپتامبر ۱۵۵۸ | ۱۸:۴۰:۲۲           | ۲۹         | مرکب   | ۱.۰۱۲۴ | ۰۱ دقیقه و ۱۰ ثانیه | ۲۷°۳۰′شمالی ۵۷°۰۰′شرقی / ۲۷٫۵°شمالی ۵۷٫۰°شرقی   | ۴۵ کیلومتر (۲۸ مایل)   |                 | [ ۱ ] |
| ۷ مارس ۱۵۵۷     | ۲۳:۴۷:۱۰           | ۳۴         | جزئی   | ۰.۶۱۵۷ | —                   | ۷۱°۰۰′جنوبی ۱۰۰°۲۴′شرقی / ۷۱٫۰°جنوبی ۱۰۰٫۴°شرقی | —                      |                 | [ ۱ ] |
| ۳۱ اوت ۱۵۵۷     | ۰۹:۰۹:۵۵           | ۳۹         | کامل   | ۱.۰۴۰۴ | ۰۲ دقیقه و ۰۵ ثانیه | ۷۴°۴۲′شمالی ۵۱°۰۶′غربی / ۷۴٫۷°شمالی ۵۱٫۱°غربی   | —                      |                 | [ ۱ ] |
| ۲۶ ژانویه ۱۵۵۶  | ۰۷:۲۸:۱۹           | ۶          | حلقه‌ای | ۰.۹۳۵۱ | —                   | ۶۷°۴۸′شمالی ۱۴۸°۱۸′غربی / ۶۷٫۸°شمالی ۱۴۸٫۳°غربی | —                      |                 | [ ۱ ] |
| ۲۲ ژوئیه ۱۵۵۶   | ۱۶:۳۵:۵۵           | ۱۱         | کامل   | ۱.۰۳۰۶ | ۰۲ دقیقه و ۳۵ ثانیه | ۴۳°۴۲′جنوبی ۸۱°۰۰′شرقی / ۴۳٫۷°جنوبی ۸۱٫۰°شرقی   | ۲۶۰ کیلومتر (۱۶۰ مایل) |                 | [ ۱ ] |
| ۱۵ ژانویه ۱۵۵۵  | ۱۱:۰۷:۵۵           | ۱۶         | حلقه‌ای | ۰.۹۷۴۹ | ۰۳ دقیقه و ۰۳ ثانیه | ۷°۵۴′جنوبی ۱۶۷°۱۸′شرقی / ۷٫۹°جنوبی ۱۶۷٫۳°شرقی   | ۹۳ کیلومتر (۵۸ مایل)   |                 | [ ۱ ] |
| ۱۲ ژوئیه ۱۵۵۵   | ۰۳:۳۰:۰۲           | ۲۱         | حلقه‌ای | ۰.۹۸۸۲ | ۰۱ دقیقه و ۲۴ ثانیه | ۱۳°۲۴′شمالی ۸۱°۴۲′غربی / ۱۳٫۴°شمالی ۸۱٫۷°غربی   | ۴۲ کیلومتر (۲۶ مایل)   |                 | [ ۱ ] |
| ۴ ژانویه ۱۵۵۴   | ۲۱:۵۶:۱۲           | ۲۶         | کامل   | ۱.۰۲۵۴ | ۰۲ دقیقه و ۰۱ ثانیه | ۵۰°۳۰′جنوبی ۰°۱۸′شرقی / ۵۰٫۵°جنوبی ۰٫۳°شرقی     | ۹۷ کیلومتر (۶۰ مایل)   |                 | [ ۱ ] |
| ۱ ژوئیه ۱۵۵۴    | ۰۷:۱۷:۱۰           | ۳۱         | حلقه‌ای | ۰.۹۴۷۶ | ۰۴ دقیقه و ۴۴ ثانیه | ۵۹°۴۲′شمالی ۱۵۰°۱۲′غربی / ۵۹٫۷°شمالی ۱۵۰٫۲°غربی | ۲۴۰ کیلومتر (۱۵۰ مایل) |                 | [ ۱ ] |
| ۲۵ دسامبر ۱۵۵۴  | ۱۳:۱۴:۰۰           | ۳۶         | جزئی   | ۰.۸۱۴۸ | —                   | ۶۴°۴۲′جنوبی ۲۳°۵۴′غربی / ۶۴٫۷°جنوبی ۲۳٫۹°غربی   | —                      |                 | [ ۱ ] |
| ۲۰ مه ۱۵۵۳      | ۱۸:۰۴:۰۹           | ۳          | جزئی   | ۰.۱۶۵۲ | —                   | ۶۲°۰۰′جنوبی ۱۱۳°۳۶′شرقی / ۶۲٫۰°جنوبی ۱۱۳٫۶°شرقی | —                      |                 | [ ۱ ] |
| ۱۹ ژوئن ۱۵۵۳    | ۰۷:۴۵:۲۰           | ۴۱         | جزئی   | ۰.۳۷۹۸ | —                   | ۶۳°۵۴′شمالی ۶۳°۲۴′شرقی / ۶۳٫۹°شمالی ۶۳٫۴°شرقی   | —                      |                 | [ ۱ ] |
| ۱۴ نوامبر ۱۵۵۳  | ۱۵:۵۰:۰۵           | ۸          | حلقه‌ای | ۰.۹۸۱۵ | ۰۱ دقیقه و ۲۷ ثانیه | ۵۱°۳۰′شمالی ۱۳۰°۴۲′شرقی / ۵۱٫۵°شمالی ۱۳۰٫۷°شرقی | ۲۴۵ کیلومتر (۱۵۲ مایل) |                 | [ ۱ ] |
| ۱۰ مه ۱۵۵۲      | ۰۲:۱۵:۰۸           | ۱۳         | کامل   | ۱.۰۲۴۰ | ۰۲ دقیقه و ۱۲ ثانیه | ۲۲°۲۴′جنوبی ۴۷°۳۰′غربی / ۲۲٫۴°جنوبی ۴۷٫۵°غربی   | ۱۰۳ کیلومتر (۶۴ مایل)  |                 | [ ۱ ] |
| ۳ نوامبر ۱۵۵۲   | ۲۲:۳۱:۴۶           | ۱۸         | حلقه‌ای | ۰.۹۴۰۱ | ۰۶ دقیقه و ۵۰ ثانیه | ۴°۱۸′شمالی ۱°۴۸′غربی / ۴٫۳°شمالی ۱٫۸°غربی       | ۲۳۱ کیلومتر (۱۴۴ مایل) |                 | [ ۱ ] |
| ۲۹ آوریل ۱۵۵۱   | ۱۶:۵۴:۵۹           | ۲۳         | کامل   | ۱.۰۷۳۱ | ۰۵ دقیقه و ۵۴ ثانیه | ۱۷°۰۰′شمالی ۷۱°۵۴′شرقی / ۱۷٫۰°شمالی ۷۱٫۹°شرقی   | ۲۴۰ کیلومتر (۱۵۰ مایل) |                 | [ ۱ ] |
| ۲۳ اکتبر ۱۵۵۱   | ۲۲:۴۱:۰۰           | ۲۸         | حلقه‌ای | ۰.۹۱۶۴ | ۰۹ دقیقه و ۰۹ ثانیه | ۲۶°۵۴′جنوبی ۲۳°۴۸′غربی / ۲۶٫۹°جنوبی ۲۳٫۸°غربی   | ۳۴۲ کیلومتر (۲۱۳ مایل) |                 | [ ۱ ] |
| ۱۹ آوریل ۱۵۵۰   | ۱۰:۱۰:۱۶           | ۳۳         | کامل   | ۱.۰۶۵۳ | ۰۴ دقیقه و ۰۰ ثانیه | ۵۵°۰۰′شمالی ۱۳۰°۲۴′شرقی / ۵۵٫۰°شمالی ۱۳۰٫۴°شرقی | ۴۴۹ کیلومتر (۲۷۹ مایل) |                 | [ ۱ ] |
| ۱۲ اکتبر ۱۵۵۰   | ۲۲:۳۷:۰۵           | ۳۸         | جزئی   | ۰.۸۵۸۹ | —                   | ۶۰°۳۰′جنوبی ۱۰۴°۰۶′غربی / ۶۰٫۵°جنوبی ۱۰۴٫۱°غربی | —                      |                 | [ ۱ ] |
| ۹ مارس ۱۵۴۹     | ۱۴:۵۰:۲۴           | ۵          | حلقه‌ای | ۰.۹۸۱۳ | ۰۱ دقیقه و ۰۸ ثانیه | ۶۲°۵۴′جنوبی ۱۵۶°۵۴′غربی / ۶۲٫۹°جنوبی ۱۵۶٫۹°غربی | ۴۶۲ کیلومتر (۲۸۷ مایل) |                 | [ ۱ ] |
| ۱ سپتامبر ۱۵۴۹  | ۱۷:۱۶:۴۵           | ۱۰         | جزئی   | ۰.۹۰۱۸ | —                   | ۶۱°۲۴′شمالی ۱۷۲°۱۲′غربی / ۶۱٫۴°شمالی ۱۷۲٫۲°غربی | —                      |                 | [ ۱ ] |
| ۲۶ فوریه ۱۵۴۸   | ۱۹:۴۲:۲۲           | ۱۵         | حلقه‌ای | ۰.۹۴۵۶ | ۰۵ دقیقه و ۴۹ ثانیه | ۲۷°۲۴′جنوبی ۴۶°۵۴′شرقی / ۲۷٫۴°جنوبی ۴۶٫۹°شرقی   | ۲۰۷ کیلومتر (۱۲۹ مایل) |                 | [ ۱ ] |
| ۲۲ اوت ۱۵۴۸     | ۰۸:۵۱:۲۹           | ۲۰         | کامل   | ۱.۰۶۲۲ | ۰۴ دقیقه و ۴۶ ثانیه | ۳۴°۳۶′شمالی ۱۵۲°۴۲′غربی / ۳۴٫۶°شمالی ۱۵۲٫۷°غربی | ۲۱۶ کیلومتر (۱۳۴ مایل) |                 | [ ۱ ] |
| ۱۵ فوریه ۱۵۴۷   | ۱۹:۴۱:۵۵           | ۲۵         | حلقه‌ای | ۰.۹۳۴۰ | ۰۸ دقیقه و ۱۷ ثانیه | ۸°۴۸′شمالی ۲۹°۱۸′شرقی / ۸٫۸°شمالی ۲۹٫۳°شرقی     | ۲۷۵ کیلومتر (۱۷۱ مایل) |                 | [ ۱ ] |
| ۱۲ اوت ۱۵۴۷     | ۰۱:۰۰:۱۷           | ۳۰         | کامل   | ۱.۰۴۴۷ | ۰۴ دقیقه و ۱۳ ثانیه | ۱°۴۲′جنوبی ۵۱°۳۰′غربی / ۱٫۷°جنوبی ۵۱٫۵°غربی     | ۱۶۰ کیلومتر (۹۹ مایل)  |                 | [ ۱ ] |
| ۴ فوریه ۱۵۴۶    | ۲۲:۰۹:۵۸           | ۳۵         | جزئی   | ۰.۶۸۹۱ | —                   | ۶۲°۴۲′شمالی ۴۲°۴۸′غربی / ۶۲٫۷°شمالی ۴۲٫۸°غربی   | —                      |                 | [ ۱ ] |
| ۱ اوت ۱۵۴۶      | ۱۳:۰۵:۵۵           | ۴۰         | جزئی   | ۰.۶۹۲۶ | —                   | ۶۳°۳۰′جنوبی ۹۷°۰۶′شرقی / ۶۳٫۵°جنوبی ۹۷٫۱°شرقی   | —                      |                 | [ ۱ ] |
| ۲۶ دسامبر ۱۵۴۶  | ۲۰:۴۵:۳۲           | ۷          | کامل   | ۱.۰۲۶۵ | ۰۱ دقیقه و ۲۸ ثانیه | ۸۸°۰۰′جنوبی ۹۴°۱۲′شرقی / ۸۸٫۰°جنوبی ۹۴٫۲°شرقی   | ۲۲۰ کیلومتر (۱۴۰ مایل) |                 | [ ۱ ] |
| ۲۱ ژوئن ۱۵۴۵    | ۰۲:۵۹:۵۳           | ۱۲         | حلقه‌ای | ۰.۹۳۹۹ | ۰۴ دقیقه و ۱۹ ثانیه | ۸۵°۲۴′شمالی ۸۹°۱۲′غربی / ۸۵٫۴°شمالی ۸۹٫۲°غربی   | ۴۸۵ کیلومتر (۳۰۱ مایل) |                 | [ ۱ ] |
| ۱۵ دسامبر ۱۵۴۵  | ۱۲:۲۶:۰۹           | ۱۷         | کامل   | ۱.۰۴۵۷ | ۰۳ دقیقه و ۵۲ ثانیه | ۳۶°۱۸′جنوبی ۱۴۲°۳۰′شرقی / ۳۶٫۳°جنوبی ۱۴۲٫۵°شرقی | ۱۵۷ کیلومتر (۹۸ مایل)  |                 | [ ۱ ] |
| ۱۰ ژوئن ۱۵۴۴    | ۰۳:۵۷:۲۴           | ۲۲         | حلقه‌ای | ۰.۹۶۴۰ | ۰۴ دقیقه و ۱۶ ثانیه | ۲۸°۰۰′شمالی ۹۲°۳۶′غربی / ۲۸٫۰°شمالی ۹۲٫۶°غربی   | ۱۳۱ کیلومتر (۸۱ مایل)  |                 | [ ۱ ] |
| ۵ دسامبر ۱۵۴۴   | ۰۲:۴۱:۳۲           | ۲۷         | مرکب   | ۱.۰۰۶۰ | ۰۰ دقیقه و ۳۹ ثانیه | ۶°۱۲′شمالی ۶۸°۴۲′غربی / ۶٫۲°شمالی ۶۸٫۷°غربی     | ۲۳ کیلومتر (۱۴ مایل)   |                 | [ ۱ ] |
| ۳۰ مه ۱۵۴۳      | ۱۰:۳۰:۰۴           | ۳۲         | مرکب   | ۱.۰۱۰۹ | ۰۱ دقیقه و ۰۹ ثانیه | ۲۱°۵۴′جنوبی ۱۷۶°۱۸′شرقی / ۲۱٫۹°جنوبی ۱۷۶٫۳°شرقی | ۵۰ کیلومتر (۳۱ مایل)   |                 | [ ۱ ] |
| ۲۴ نوامبر ۱۵۴۳  | ۱۱:۰۹:۴۵           | ۳۷         | جزئی   | ۰.۶۲۷۲ | —                   | ۶۹°۱۸′شمالی ۱۶۸°۳۰′غربی / ۶۹٫۳°شمالی ۱۶۸٫۵°غربی | —                      |                 | [ ۱ ] |
| ۲۰ آوریل ۱۵۴۲   | ۱۷:۱۳:۵۱           | ۴          | جزئی   | ۰.۷۵۱۷ | —                   | ۷۱°۲۴′شمالی ۳۷°۰۰′غربی / ۷۱٫۴°شمالی ۳۷٫۰°غربی   | —                      |                 | [ ۱ ] |
| ۲۰ مه ۱۵۴۲      | ۰۰:۰۳:۳۴           | ۴۲         | جزئی   | ۰.۳۱۱۲ | —                   | ۶۹°۴۸′جنوبی ۵°۱۲′شرقی / ۶۹٫۸°جنوبی ۵٫۲°شرقی     | —                      |                 | [ ۱ ] |
| ۱۴ اکتبر ۱۵۴۲   | ۱۷:۰۰:۲۱           | ۹          | جزئی   | ۰.۶۹۲۱ | —                   | ۷۱°۴۲′جنوبی ۲۶°۰۰′غربی / ۷۱٫۷°جنوبی ۲۶٫۰°غربی   | —                      |                 | [ ۱ ] |
| ۹ آوریل ۱۵۴۱    | ۱۰:۱۹:۳۲           | ۱۴         | کامل   | ۱.۰۶۳۸ | ۰۵ دقیقه و ۲۵ ثانیه | ۲۵°۴۲′شمالی ۱۶۷°۴۲′شرقی / ۲۵٫۷°شمالی ۱۶۷٫۷°شرقی | ۲۲۹ کیلومتر (۱۴۲ مایل) |                 | [ ۱ ] |
| ۲ اکتبر ۱۵۴۱    | ۱۸:۲۲:۰۲           | ۱۹         | حلقه‌ای | ۰.۹۵۳۸ | ۰۵ دقیقه و ۱۰ ثانیه | ۲۳°۱۲′جنوبی ۴۴°۴۸′شرقی / ۲۳٫۲°جنوبی ۴۴٫۸°شرقی   | ۱۸۶ کیلومتر (۱۱۶ مایل) |                 | [ ۱ ] |
| ۳۰ مارس ۱۵۴۰    | ۰۰:۰۱:۵۱           | ۲۴         | مرکب   | ۱.۰۱۲۲ | ۰۱ دقیقه و ۱۳ ثانیه | ۲۱°۱۲′جنوبی ۲۱°۵۴′غربی / ۲۱٫۲°جنوبی ۲۱٫۹°غربی   | ۴۵ کیلومتر (۲۸ مایل)   |                 | [ ۱ ] |
| ۲۲ سپتامبر ۱۵۴۰ | ۰۲:۵۶:۴۱           | ۲۹         | مرکب   | ۱.۰۱۲۷ | ۰۱ دقیقه و ۱۳ ثانیه | ۲۱°۵۴′شمالی ۶۹°۲۴′غربی / ۲۱٫۹°شمالی ۶۹٫۴°غربی   | ۴۵ کیلومتر (۲۸ مایل)   |                 | [ ۱ ] |
| ۱۹ مارس ۱۵۳۹    | ۰۶:۴۵:۴۵           | ۳۴         | جزئی   | ۰.۷۱۵۲ | —                   | ۷۱°۲۴′جنوبی ۱۹°۳۰′غربی / ۷۱٫۴°جنوبی ۱۹٫۵°غربی   | —                      |                 | [ ۱ ] |
| ۱۱ سپتامبر ۱۵۳۹ | ۱۷:۲۹:۵۲           | ۳۹         | کامل   | ۱.۰۴۰۹ | ۰۲ دقیقه و ۱۸ ثانیه | ۷۳°۲۴′شمالی ۱۳۷°۰۰′شرقی / ۷۳٫۴°شمالی ۱۳۷٫۰°شرقی | ۵۱۴ کیلومتر (۳۱۹ مایل) |                 | [ ۱ ] |
| ۶ فوریه ۱۵۳۸    | ۱۴:۵۴:۰۹           | ۶          | جزئی   | ۰.۸۸۱۵ | —                   | ۶۸°۴۸′شمالی ۸۷°۰۰′شرقی / ۶۸٫۸°شمالی ۸۷٫۰°شرقی   | —                      |                 | [ ۱ ] |
| ۳ اوت ۱۵۳۸      | ۰۰:۱۴:۱۳           | ۱۱         | کامل   | ۱.۰۲۱۶ | ۰۱ دقیقه و ۴۰ ثانیه | ۵۵°۰۶′جنوبی ۴۲°۱۸′غربی / ۵۵٫۱°جنوبی ۴۲٫۳°غربی   | ۳۲۲ کیلومتر (۲۰۰ مایل) |                 | [ ۱ ] |
| ۲۶ ژانویه ۱۵۳۷  | ۱۹:۰۴:۵۹           | ۱۶         | حلقه‌ای | ۰.۹۸۰۹ | ۰۲ دقیقه و ۱۸ ثانیه | ۵°۰۶′جنوبی ۴۶°۰۶′شرقی / ۵٫۱°جنوبی ۴۶٫۱°شرقی     | ۷۱ کیلومتر (۴۴ مایل)   |                 | [ ۱ ] |
| ۲۲ ژوئیه ۱۵۳۷   | ۱۰:۳۵:۰۳           | ۲۱         | حلقه‌ای | ۰.۹۸۲۰ | ۰۲ دقیقه و ۱۳ ثانیه | ۸°۴۸′شمالی ۱۷۰°۱۲′شرقی / ۸٫۸°شمالی ۱۷۰٫۲°شرقی   | ۶۶ کیلومتر (۴۱ مایل)   |                 | [ ۱ ] |
| ۱۵ ژانویه ۱۵۳۶  | ۰۶:۲۲:۲۳           | ۲۶         | کامل   | ۱.۰۳۰۸ | ۰۲ دقیقه و ۲۷ ثانیه | ۴۹°۰۰′جنوبی ۱۲۳°۱۲′غربی / ۴۹٫۰°جنوبی ۱۲۳٫۲°غربی | ۱۱۵ کیلومتر (۷۱ مایل)  |                 | [ ۱ ] |
| ۱۱ ژوئیه ۱۵۳۶   | ۱۳:۵۲:۳۱           | ۳۱         | حلقه‌ای | ۰.۹۴۴۹ | ۰۵ دقیقه و ۱۹ ثانیه | ۵۵°۱۸′شمالی ۱۱۶°۳۶′شرقی / ۵۵٫۳°شمالی ۱۱۶٫۶°شرقی | ۲۳۸ کیلومتر (۱۴۸ مایل) |                 | [ ۱ ] |
| ۴ ژانویه ۱۵۳۵   | ۲۱:۵۴:۲۳           | ۳۶         | جزئی   | ۰.۸۳۵۳ | —                   | ۶۵°۴۲′جنوبی ۱۶۵°۴۸′غربی / ۶۵٫۷°جنوبی ۱۶۵٫۸°غربی | —                      |                 | [ ۱ ] |
| ۱ ژوئن ۱۵۳۵     | ۰۰:۳۸:۲۱           | ۳          | جزئی   | ۰.۰۲۷۹ | —                   | ۶۲°۴۲′جنوبی ۴°۱۸′شرقی / ۶۲٫۷°جنوبی ۴٫۳°شرقی     | —                      |                 | [ ۱ ] |
| ۳۰ ژوئن ۱۵۳۵    | ۱۴:۱۷:۰۹           | ۴۱         | جزئی   | ۰.۵۱۷۷ | —                   | ۶۴°۵۴′شمالی ۴۶°۰۰′غربی / ۶۴٫۹°شمالی ۴۶٫۰°غربی   | —                      |                 | [ ۱ ] |
| ۲۶ نوامبر ۱۵۳۵  | ۰۰:۲۷:۱۹           | ۸          | حلقه‌ای | ۰.۹۷۸۶ | ۰۱ دقیقه و ۴۴ ثانیه | ۵۱°۰۶′شمالی ۵°۵۴′غربی / ۵۱٫۱°شمالی ۵٫۹°غربی     | ۲۹۵ کیلومتر (۱۸۳ مایل) |                 | [ ۱ ] |
| ۲۱ مه ۱۵۳۴      | ۰۹:۱۶:۵۱           | ۱۳         | کامل   | ۱.۰۲۶۶ | ۰۲ دقیقه و ۲۷ ثانیه | ۲۵°۱۸′جنوبی ۱۵۴°۳۰′غربی / ۲۵٫۳°جنوبی ۱۵۴٫۵°غربی | ۱۲۵ کیلومتر (۷۸ مایل)  |                 | [ ۱ ] |
| ۱۵ نوامبر ۱۵۳۴  | ۰۶:۴۵:۰۸           | ۱۸         | حلقه‌ای | ۰.۹۳۷۴ | ۰۷ دقیقه و ۲۶ ثانیه | ۰°۵۴′شمالی ۱۲۷°۲۴′غربی / ۰٫۹°شمالی ۱۲۷٫۴°غربی   | ۲۴۳ کیلومتر (۱۵۱ مایل) |                 | [ ۱ ] |
| ۱۰ مه ۱۵۳۳      | ۰۰:۱۶:۳۰           | ۲۳         | کامل   | ۱.۰۷۵۸ | ۰۶ دقیقه و ۱۲ ثانیه | ۱۷°۰۰′شمالی ۳۸°۴۲′غربی / ۱۷٫۰°شمالی ۳۸٫۷°غربی   | ۲۴۶ کیلومتر (۱۵۳ مایل) |                 | [ ۱ ] |
| ۳ نوامبر ۱۵۳۳   | ۰۶:۳۹:۳۷           | ۲۸         | حلقه‌ای | ۰.۹۱۵۴ | ۰۹ دقیقه و ۱۱ ثانیه | ۳۱°۰۶′جنوبی ۱۴۵°۰۰′غربی / ۳۱٫۱°جنوبی ۱۴۵٫۰°غربی | ۳۴۶ کیلومتر (۲۱۵ مایل) |                 | [ ۱ ] |
| ۲۹ آوریل ۱۵۳۲   | ۱۷:۳۵:۱۰           | ۳۳         | کامل   | ۱.۰۶۷۲ | ۰۴ دقیقه و ۱۳ ثانیه | ۵۴°۱۲′شمالی ۲۴°۳۰′شرقی / ۵۴٫۲°شمالی ۲۴٫۵°شرقی   | ۳۷۱ کیلومتر (۲۳۱ مایل) |                 | [ ۱ ] |
| ۲۳ اکتبر ۱۵۳۲   | ۰۶:۴۴:۰۷           | ۳۸         | جزئی   | ۰.۸۷۵۱ | —                   | ۶۰°۳۶′جنوبی ۱۲۳°۵۴′شرقی / ۶۰٫۶°جنوبی ۱۲۳٫۹°شرقی | —                      |                 | [ ۱ ] |
| ۲۰ مارس ۱۵۳۱    | ۲۲:۰۷:۰۷           | ۵          | جزئی   | ۰.۸۹۴۹ | —                   | ۶۰°۳۶′جنوبی ۱۰۰°۱۸′شرقی / ۶۰٫۶°جنوبی ۱۰۰٫۳°شرقی | —                      |                 | [ ۱ ] |
| ۱۳ سپتامبر ۱۵۳۱ | ۰۱:۳۰:۴۲           | ۱۰         | جزئی   | ۰.۸۵۸۷ | —                   | ۶۱°۰۰′شمالی ۵۳°۵۴′شرقی / ۶۱٫۰°شمالی ۵۳٫۹°شرقی   | —                      |                 | [ ۱ ] |
| ۱۰ مارس ۱۵۳۰    | ۰۲:۴۱:۵۳           | ۱۵         | حلقه‌ای | ۰.۹۴۶۶ | ۰۵ دقیقه و ۳۸ ثانیه | ۲۶°۲۴′جنوبی ۵۸°۰۰′غربی / ۲۶٫۴°جنوبی ۵۸٫۰°غربی   | ۲۰۶ کیلومتر (۱۲۸ مایل) |                 | [ ۱ ] |
| ۲ سپتامبر ۱۵۳۰  | ۱۷:۰۵:۲۹           | ۲۰         | کامل   | ۱.۰۵۸۸ | ۰۴ دقیقه و ۲۹ ثانیه | ۳۲°۳۰′شمالی ۸۳°۴۸′شرقی / ۳۲٫۵°شمالی ۸۳٫۸°شرقی   | ۲۰۷ کیلومتر (۱۲۹ مایل) |                 | [ ۱ ] |
| ۲۷ فوریه ۱۵۲۹   | ۰۲:۴۵:۴۴           | ۲۵         | حلقه‌ای | ۰.۹۳۸۵ | ۰۷ دقیقه و ۲۴ ثانیه | ۸°۳۶′شمالی ۷۸°۲۴′غربی / ۸٫۶°شمالی ۷۸٫۴°غربی     | ۲۴۸ کیلومتر (۱۵۴ مایل) |                 | [ ۱ ] |
| ۲۲ اوت ۱۵۲۹     | ۰۸:۵۷:۳۷           | ۳۰         | کامل   | ۱.۰۳۹۰ | ۰۳ دقیقه و ۳۷ ثانیه | ۱°۴۸′جنوبی ۱۷۲°۳۶′غربی / ۱٫۸°جنوبی ۱۷۲٫۶°غربی   | ۱۳۹ کیلومتر (۸۶ مایل)  |                 | [ ۱ ] |
| ۱۵ فوریه ۱۵۲۸   | ۰۵:۴۴:۵۹           | ۳۵         | جزئی   | ۰.۷۶۲۶ | —                   | ۶۲°۰۰′شمالی ۱۶۷°۱۸′غربی / ۶۲٫۰°شمالی ۱۶۷٫۳°غربی | —                      |                 | [ ۱ ] |
| ۱۱ اوت ۱۵۲۸     | ۲۰:۳۲:۱۳           | ۴۰         | جزئی   | ۰.۷۷۳۴ | —                   | ۶۲°۳۶′جنوبی ۲۵°۳۰′غربی / ۶۲٫۶°جنوبی ۲۵٫۵°غربی   | —                      |                 | [ ۱ ] |
| ۶ ژانویه ۱۵۲۷   | ۰۵:۲۲:۰۵           | ۷          | کامل   | ۱.۰۳۰۲ | ۰۱ دقیقه و ۳۹ ثانیه | ۸۳°۳۶′جنوبی ۱۲°۳۶′غربی / ۸۳٫۶°جنوبی ۱۲٫۶°غربی   | ۲۶۳ کیلومتر (۱۶۳ مایل) |                 | [ ۱ ] |
| ۲ ژوئیه ۱۵۲۷    | ۰۹:۲۷:۰۳           | ۱۲         | حلقه‌ای | ۰.۹۳۴۶ | ۰۴ دقیقه و ۱۱ ثانیه | ۸۰°۱۸′شمالی ۱۴°۴۸′غربی / ۸۰٫۳°شمالی ۱۴٫۸°غربی   | ۹۷۱ کیلومتر (۶۰۳ مایل) |                 | [ ۱ ] |
| ۲۶ دسامبر ۱۵۲۷  | ۲۱:۱۲:۰۷           | ۱۷         | کامل   | ۱.۰۴۶۶ | ۰۳ دقیقه و ۵۴ ثانیه | ۳۷°۴۲′جنوبی ۱۲°۰۶′شرقی / ۳۷٫۷°جنوبی ۱۲٫۱°شرقی   | ۱۶۰ کیلومتر (۹۹ مایل)  |                 | [ ۱ ] |
| ۲۱ ژوئن ۱۵۲۶    | ۱۰:۲۹:۵۰           | ۲۲         | حلقه‌ای | ۰.۹۶۴۹ | ۰۳ دقیقه و ۵۸ ثانیه | ۳۴°۳۰′شمالی ۱۶۸°۳۰′شرقی / ۳۴٫۵°شمالی ۱۶۸٫۵°شرقی | ۱۲۹ کیلومتر (۸۰ مایل)  |                 | [ ۱ ] |
| ۱۶ دسامبر ۱۵۲۶  | ۱۱:۱۹:۴۴           | ۲۷         | مرکب   | ۱.۰۰۴۴ | ۰۰ دقیقه و ۲۹ ثانیه | ۴°۲۴′شمالی ۱۵۹°۱۲′شرقی / ۴٫۴°شمالی ۱۵۹٫۲°شرقی   | ۱۷ کیلومتر (۱۱ مایل)   |                 | [ ۱ ] |
| ۹ ژوئن ۱۵۲۵     | ۱۷:۲۸:۵۱           | ۳۲         | کامل   | ۱.۰۱۴۸ | ۰۱ دقیقه و ۳۷ ثانیه | ۱۴°۰۰′جنوبی ۶۶°۴۸′شرقی / ۱۴٫۰°جنوبی ۶۶٫۸°شرقی   | ۶۲ کیلومتر (۳۹ مایل)   |                 | [ ۱ ] |
| ۴ دسامبر ۱۵۲۵   | ۱۹:۲۷:۱۹           | ۳۷         | جزئی   | ۰.۶۲۴۴ | —                   | ۶۸°۱۸′شمالی ۵۳°۳۰′شرقی / ۶۸٫۳°شمالی ۵۳٫۵°شرقی   | —                      |                 | [ ۱ ] |
| ۱ مه ۱۵۲۴       | ۰۰:۴۰:۱۱           | ۴          | جزئی   | ۰.۶۱۷۴ | —                   | ۷۰°۵۴′شمالی ۱۶۳°۴۸′غربی / ۷۰٫۹°شمالی ۱۶۳٫۸°غربی | —                      |                 | [ ۱ ] |
| ۳۰ مه ۱۵۲۴      | ۰۷:۲۲:۵۱           | ۴۲         | جزئی   | ۰.۴۵۶۳ | —                   | ۶۸°۵۴′جنوبی ۱۱۸°۳۰′غربی / ۶۸٫۹°جنوبی ۱۱۸٫۵°غربی | —                      |                 | [ ۱ ] |
| ۲۵ اکتبر ۱۵۲۴   | ۰۰:۵۵:۵۰           | ۹          | جزئی   | ۰.۶۷۹۹ | —                   | ۷۱°۲۴′جنوبی ۱۶۰°۳۶′غربی / ۷۱٫۴°جنوبی ۱۶۰٫۶°غربی | —                      |                 | [ ۱ ] |
| ۲۰ آوریل ۱۵۲۳   | ۱۷:۴۵:۵۰           | ۱۴         | کامل   | ۱.۰۶۲۵ | ۰۵ دقیقه و ۰۵ ثانیه | ۳۴°۱۲′شمالی ۵۱°۳۰′شرقی / ۳۴٫۲°شمالی ۵۱٫۵°شرقی   | ۲۳۴ کیلومتر (۱۴۵ مایل) |                 | [ ۱ ] |
| ۱۴ اکتبر ۱۵۲۳   | ۰۲:۲۹:۴۸           | ۱۹         | حلقه‌ای | ۰.۹۵۴۴ | ۰۴ دقیقه و ۵۵ ثانیه | ۲۸°۱۲′جنوبی ۷۹°۵۴′غربی / ۲۸٫۲°جنوبی ۷۹٫۹°غربی   | ۱۸۵ کیلومتر (۱۱۵ مایل) |                 | [ ۱ ] |
| ۱۰ آوریل ۱۵۲۲   | ۰۷:۱۱:۲۶           | ۲۴         | مرکب   | ۱.۰۱۱۲ | ۰۱ دقیقه و ۰۹ ثانیه | ۱۳°۰۶′جنوبی ۱۳۳°۳۶′غربی / ۱۳٫۱°جنوبی ۱۳۳٫۶°غربی | ۴۰ کیلومتر (۲۵ مایل)   |                 | [ ۱ ] |
| ۳ اکتبر ۱۵۲۲    | ۱۱:۲۲:۰۴           | ۲۹         | مرکب   | ۱.۰۱۳۱ | ۰۱ دقیقه و ۱۶ ثانیه | ۱۶°۳۶′شمالی ۱۶۱°۴۲′شرقی / ۱۶٫۶°شمالی ۱۶۱٫۷°شرقی | ۴۷ کیلومتر (۲۹ مایل)   |                 | [ ۱ ] |
| ۲۹ مارس ۱۵۲۱    | ۱۳:۳۲:۲۵           | ۳۴         | جزئی   | ۰.۸۳۰۷ | —                   | ۷۱°۴۲′جنوبی ۱۳۶°۳۶′غربی / ۷۱٫۷°جنوبی ۱۳۶٫۶°غربی | —                      |                 | [ ۱ ] |
| ۲۲ سپتامبر ۱۵۲۱ | ۰۱:۵۹:۲۴           | ۳۹         | کامل   | ۱.۰۴۰۰ | ۰۲ دقیقه و ۲۴ ثانیه | ۶۸°۱۸′شمالی ۱۱°۵۴′غربی / ۶۸٫۳°شمالی ۱۱٫۹°غربی   | ۴۰۳ کیلومتر (۲۵۰ مایل) |                 | [ ۱ ] |
| ۱۶ فوریه ۱۵۲۰   | ۲۲:۱۰:۲۲           | ۶          | جزئی   | ۰.۸۱۳۹ | —                   | ۶۹°۴۲′شمالی ۳۵°۵۴′غربی / ۶۹٫۷°شمالی ۳۵٫۹°غربی   | —                      |                 | [ ۱ ] |
| ۱۳ اوت ۱۵۲۰     | ۰۷:۵۹:۴۷           | ۱۱         | جزئی   | ۰.۹۶۳۶ | —                   | ۶۸°۵۴′جنوبی ۱۷۶°۵۴′غربی / ۶۸٫۹°جنوبی ۱۷۶٫۹°غربی | —                      |                 | [ ۱ ] |
| ۶ فوریه ۱۵۱۹    | ۰۲:۵۵:۲۹           | ۱۶         | حلقه‌ای | ۰.۹۸۷۱ | ۰۱ دقیقه و ۳۱ ثانیه | ۱°۰۶′جنوبی ۷۳°۵۴′غربی / ۱٫۱°جنوبی ۷۳٫۹°غربی     | ۴۸ کیلومتر (۳۰ مایل)   |                 | [ ۱ ] |
| ۲ اوت ۱۵۱۹      | ۱۷:۴۶:۱۶           | ۲۱         | حلقه‌ای | ۰.۹۷۵۶ | ۰۳ دقیقه و ۰۳ ثانیه | ۳°۴۲′شمالی ۶۰°۰۰′شرقی / ۳٫۷°شمالی ۶۰٫۰°شرقی     | ۹۲ کیلومتر (۵۷ مایل)   |                 | [ ۱ ] |
| ۲۶ ژانویه ۱۵۱۸  | ۱۴:۴۳:۳۴           | ۲۶         | کامل   | ۱.۰۳۶۴ | ۰۲ دقیقه و ۵۶ ثانیه | ۴۶°۰۰′جنوبی ۱۱۳°۳۶′شرقی / ۴۶٫۰°جنوبی ۱۱۳٫۶°شرقی | ۱۳۴ کیلومتر (۸۳ مایل)  |                 | [ ۱ ] |
| ۲۲ ژوئیه ۱۵۱۸   | ۲۰:۳۲:۳۰           | ۳۱         | حلقه‌ای | ۰.۹۴۱۸ | ۰۵ دقیقه و ۵۹ ثانیه | ۵۰°۰۰′شمالی ۱۹°۴۲′شرقی / ۵۰٫۰°شمالی ۱۹٫۷°شرقی   | ۲۴۱ کیلومتر (۱۵۰ مایل) |                 | [ ۱ ] |
| ۱۶ ژانویه ۱۵۱۷  | ۰۶:۳۰:۱۱           | ۳۶         | جزئی   | ۰.۸۶۲۷ | —                   | ۶۶°۴۸′جنوبی ۵۳°۰۰′شرقی / ۶۶٫۸°جنوبی ۵۳٫۰°شرقی   | —                      |                 | [ ۱ ] |
| ۱۰ ژوئیه ۱۵۱۷   | ۲۰:۵۵:۲۰           | ۴۱         | جزئی   | ۰.۶۴۸۴ | —                   | ۶۵°۵۴′شمالی ۱۵۷°۱۲′غربی / ۶۵٫۹°شمالی ۱۵۷٫۲°غربی | —                      |                 | [ ۱ ] |
| ۶ دسامبر ۱۵۱۷   | ۰۹:۰۲:۳۱           | ۸          | حلقه‌ای | ۰.۹۷۶۲ | ۰۱ دقیقه و ۵۹ ثانیه | ۵۱°۲۴′شمالی ۱۴۱°۴۸′غربی / ۵۱٫۴°شمالی ۱۴۱٫۸°غربی | ۳۴۸ کیلومتر (۲۱۶ مایل) |                 | [ ۱ ] |
| ۳۱ مه ۱۵۱۶      | ۱۶:۲۲:۰۲           | ۱۳         | کامل   | ۱.۰۲۸۳ | ۰۲ دقیقه و ۳۵ ثانیه | ۲۹°۳۰′جنوبی ۹۷°۱۲′شرقی / ۲۹٫۵°جنوبی ۹۷٫۲°شرقی   | ۱۵۲ کیلومتر (۹۴ مایل)  |                 | [ ۱ ] |
| ۲۵ نوامبر ۱۵۱۶  | ۱۴:۵۸:۱۰           | ۱۸         | حلقه‌ای | ۰.۹۳۵۳ | ۰۸ دقیقه و ۰۰ ثانیه | ۲°۰۰′جنوبی ۱۰۷°۱۸′شرقی / ۲٫۰°جنوبی ۱۰۷٫۳°شرقی   | ۲۵۱ کیلومتر (۱۵۶ مایل) |                 | [ ۱ ] |
| ۲۱ مه ۱۵۱۵      | ۰۷:۳۹:۱۳           | ۲۳         | کامل   | ۱.۰۷۷۶ | ۰۶ دقیقه و ۲۹ ثانیه | ۱۶°۳۰′شمالی ۱۴۹°۳۶′غربی / ۱۶٫۵°شمالی ۱۴۹٫۶°غربی | ۲۵۱ کیلومتر (۱۵۶ مایل) |                 | [ ۱ ] |
| ۱۴ نوامبر ۱۵۱۵  | ۱۴:۳۹:۳۷           | ۲۸         | حلقه‌ای | ۰.۹۱۵۱ | ۰۹ دقیقه و ۱۲ ثانیه | ۳۵°۰۶′جنوبی ۹۴°۰۰′شرقی / ۳۵٫۱°جنوبی ۹۴٫۰°شرقی   | ۳۴۸ کیلومتر (۲۱۶ مایل) |                 | [ ۱ ] |
| ۱۱ مه ۱۵۱۴      | ۰۰:۵۸:۱۳           | ۳۳         | کامل   | ۱.۰۶۸۰ | ۰۴ دقیقه و ۲۳ ثانیه | ۵۳°۵۴′شمالی ۸۱°۴۲′غربی / ۵۳٫۹°شمالی ۸۱٫۷°غربی   | ۳۲۶ کیلومتر (۲۰۳ مایل) |                 | [ ۱ ] |
| ۳ نوامبر ۱۵۱۴   | ۱۴:۵۵:۳۴           | ۳۸         | جزئی   | ۰.۸۸۷۲ | —                   | ۶۱°۰۰′جنوبی ۹°۱۸′غربی / ۶۱٫۰°جنوبی ۹٫۳°غربی     | —                      |                 | [ ۱ ] |
| ۳۱ مارس ۱۵۱۳    | ۰۵:۱۳:۵۲           | ۵          | جزئی   | ۰.۷۶۹۵ | —                   | ۶۰°۳۰′جنوبی ۱۶°۴۲′غربی / ۶۰٫۵°جنوبی ۱۶٫۷°غربی   | —                      |                 | [ ۱ ] |
| ۲۹ آوریل ۱۵۱۳   | ۱۵:۳۸:۰۶           | ۴۳         | جزئی   | ۰.۰۰۴۱ | —                   | ۶۱°۱۲′شمالی ۱۶°۱۸′غربی / ۶۱٫۲°شمالی ۱۶٫۳°غربی   | —                      |                 | [ ۱ ] |
| ۲۳ سپتامبر ۱۵۱۳ | ۰۹:۵۴:۰۹           | ۱۰         | جزئی   | ۰.۸۲۸۲ | —                   | ۶۰°۴۲′شمالی ۸۲°۱۸′غربی / ۶۰٫۷°شمالی ۸۲٫۳°غربی   | —                      |                 | [ ۱ ] |
| ۲۰ مارس ۱۵۱۲    | ۰۹:۳۰:۴۷           | ۱۵         | حلقه‌ای | ۰.۹۴۷۳ | ۰۵ دقیقه و ۳۱ ثانیه | ۲۵°۳۶′جنوبی ۱۶۰°۱۲′غربی / ۲۵٫۶°جنوبی ۱۶۰٫۲°غربی | ۲۰۸ کیلومتر (۱۲۹ مایل) |                 | [ ۱ ] |
| ۱۳ سپتامبر ۱۵۱۲ | ۰۱:۲۸:۰۶           | ۲۰         | کامل   | ۱.۰۵۵۵ | ۰۴ دقیقه و ۱۵ ثانیه | ۲۹°۳۶′شمالی ۴۲°۳۶′غربی / ۲۹٫۶°شمالی ۴۲٫۶°غربی   | ۱۹۸ کیلومتر (۱۲۳ مایل) |                 | [ ۱ ] |
| ۹ مارس ۱۵۱۱     | ۰۹:۴۰:۵۷           | ۲۵         | حلقه‌ای | ۰.۹۴۳۰ | ۰۶ دقیقه و ۳۶ ثانیه | ۸°۳۶′شمالی ۱۷۶°۲۴′شرقی / ۸٫۶°شمالی ۱۷۶٫۴°شرقی   | ۲۲۳ کیلومتر (۱۳۹ مایل) |                 | [ ۱ ] |
| ۲ سپتامبر ۱۵۱۱  | ۱۷:۰۳:۲۹           | ۳۰         | کامل   | ۱.۰۳۳۴ | ۰۳ دقیقه و ۰۲ ثانیه | ۳°۱۲′جنوبی ۶۴°۰۶′شرقی / ۳٫۲°جنوبی ۶۴٫۱°شرقی     | ۱۱۸ کیلومتر (۷۳ مایل)  |                 | [ ۱ ] |
| ۲۶ فوریه ۱۵۱۰   | ۱۳:۱۱:۴۸           | ۳۵         | جزئی   | ۰.۸۵۰۸ | —                   | ۶۱°۲۴′شمالی ۷۰°۲۴′شرقی / ۶۱٫۴°شمالی ۷۰٫۴°شرقی   | —                      |                 | [ ۱ ] |
| ۲۳ اوت ۱۵۱۰     | ۰۴:۰۵:۴۲           | ۴۰         | جزئی   | ۰.۸۴۱۷ | —                   | ۶۱°۵۴′جنوبی ۱۴۹°۳۶′غربی / ۶۱٫۹°جنوبی ۱۴۹٫۶°غربی | —                      |                 | [ ۱ ] |
| ۱۷ ژانویه ۱۵۰۹  | ۱۳:۵۲:۲۹           | ۷          | کامل   | ۱.۰۳۴۰ | ۰۱ دقیقه و ۴۹ ثانیه | ۷۸°۵۴′جنوبی ۱۳۷°۱۲′غربی / ۷۸٫۹°جنوبی ۱۳۷٫۲°غربی | ۳۲۶ کیلومتر (۲۰۳ مایل) |                 | [ ۱ ] |
| ۱۲ ژوئیه ۱۵۰۹   | ۱۵:۵۹:۴۳           | ۱۲         | جزئی   | ۰.۸۹۱۷ | —                   | ۶۵°۰۰′شمالی ۱۱۳°۱۲′غربی / ۶۵٫۰°شمالی ۱۱۳٫۲°غربی | —                      |                 | [ ۱ ] |
| ۶ ژانویه ۱۵۰۸   | ۰۵:۵۱:۵۳           | ۱۷         | کامل   | ۱.۰۴۷۹ | ۰۳ دقیقه و ۵۷ ثانیه | ۳۸°۲۴′جنوبی ۱۱۶°۳۶′غربی / ۳۸٫۴°جنوبی ۱۱۶٫۶°غربی | ۱۶۵ کیلومتر (۱۰۳ مایل) |                 | [ ۱ ] |
| ۱ ژوئیه ۱۵۰۸    | ۱۷:۰۹:۱۹           | ۲۲         | حلقه‌ای | ۰.۹۶۵۳ | ۰۳ دقیقه و ۴۳ ثانیه | ۳۹°۵۴′شمالی ۶۹°۰۶′شرقی / ۳۹٫۹°شمالی ۶۹٫۱°شرقی   | ۱۳۱ کیلومتر (۸۱ مایل)  |                 | [ ۱ ] |
| ۲۶ دسامبر ۱۵۰۸  | ۱۹:۵۳:۴۶           | ۲۷         | مرکب   | ۱.۰۰۳۴ | ۰۰ دقیقه و ۲۲ ثانیه | ۳°۰۰′شمالی ۲۸°۰۶′شرقی / ۳٫۰°شمالی ۲۸٫۱°شرقی     | ۱۳ کیلومتر (۸٫۱ مایل)  |                 | [ ۱ ] |
| ۲۱ ژوئن ۱۵۰۷    | ۰۰:۳۲:۰۶           | ۳۲         | کامل   | ۱.۰۱۸۰ | ۰۲ دقیقه و ۰۰ ثانیه | ۷°۱۲′جنوبی ۴۲°۵۴′غربی / ۷٫۲°جنوبی ۴۲٫۹°غربی     | ۷۱ کیلومتر (۴۴ مایل)   |                 | [ ۱ ] |
| ۱۶ دسامبر ۱۵۰۷  | ۰۳:۴۲:۲۰           | ۳۷         | جزئی   | ۰.۶۲۴۳ | —                   | ۶۷°۱۸′شمالی ۸۳°۱۲′غربی / ۶۷٫۳°شمالی ۸۳٫۲°غربی   | —                      |                 | [ ۱ ] |
| ۱۲ مه ۱۵۰۶      | ۰۸:۰۴:۳۶           | ۴          | جزئی   | ۰.۴۷۸۹ | —                   | ۷۰°۱۸′شمالی ۷۰°۲۴′شرقی / ۷۰٫۳°شمالی ۷۰٫۴°شرقی   | —                      |                 | [ ۱ ] |
| ۱۰ ژوئن ۱۵۰۶    | ۱۴:۴۳:۵۰           | ۴۲         | جزئی   | ۰.۶۰۰۹ | —                   | ۶۸°۰۰′جنوبی ۱۱۷°۵۴′شرقی / ۶۸٫۰°جنوبی ۱۱۷٫۹°شرقی | —                      |                 | [ ۱ ] |
| ۵ نوامبر ۱۵۰۶   | ۰۸:۵۶:۲۷           | ۹          | جزئی   | ۰.۶۷۴۹ | —                   | ۷۰°۴۸′جنوبی ۶۳°۵۴′شرقی / ۷۰٫۸°جنوبی ۶۳٫۹°شرقی   | —                      |                 | [ ۱ ] |
| ۱ مه ۱۵۰۵       | ۰۱:۰۶:۵۱           | ۱۴         | کامل   | ۱.۰۶۰۴ | ۰۴ دقیقه و ۴۰ ثانیه | ۴۳°۰۰′شمالی ۶۳°۳۰′غربی / ۴۳٫۰°شمالی ۶۳٫۵°غربی   | ۲۳۹ کیلومتر (۱۴۹ مایل) |                 | [ ۱ ] |
| ۲۴ اکتبر ۱۵۰۵   | ۱۰:۴۵:۰۱           | ۱۹         | حلقه‌ای | ۰.۹۵۵۵ | ۰۴ دقیقه و ۳۸ ثانیه | ۳۳°۰۰′جنوبی ۱۵۴°۱۲′شرقی / ۳۳٫۰°جنوبی ۱۵۴٫۲°شرقی | ۱۸۱ کیلومتر (۱۱۲ مایل) |                 | [ ۱ ] |
| ۲۰ آوریل ۱۵۰۴   | ۱۴:۱۵:۰۰           | ۲۴         | مرکب   | ۱.۰۰۹۵ | ۰۱ دقیقه و ۰۱ ثانیه | ۴°۵۴′جنوبی ۱۱۶°۱۲′شرقی / ۴٫۹°جنوبی ۱۱۶٫۲°شرقی   | ۳۳ کیلومتر (۲۱ مایل)   |                 | [ ۱ ] |
| ۱۳ اکتبر ۱۵۰۴   | ۱۹:۵۳:۴۲           | ۲۹         | مرکب   | ۱.۰۱۳۸ | ۰۱ دقیقه و ۲۲ ثانیه | ۱۱°۳۶′شمالی ۳۱°۱۲′شرقی / ۱۱٫۶°شمالی ۳۱٫۲°شرقی   | ۴۹ کیلومتر (۳۰ مایل)   |                 | [ ۱ ] |
| ۹ آوریل ۱۵۰۳    | ۲۰:۱۳:۳۶           | ۳۴         | حلقه‌ای | ۰.۹۵۳۱ | —                   | ۷۱°۴۲′جنوبی ۱۰۷°۲۴′شرقی / ۷۱٫۷°جنوبی ۱۰۷٫۴°شرقی | —                      |                 | [ ۱ ] |
| ۳ اکتبر ۱۵۰۳    | ۱۰:۳۵:۴۰           | ۳۹         | کامل   | ۱.۰۳۸۹ | ۰۲ دقیقه و ۲۸ ثانیه | ۶۳°۰۶′شمالی ۱۵۳°۳۶′غربی / ۶۳٫۱°شمالی ۱۵۳٫۶°غربی | ۳۵۰ کیلومتر (۲۲۰ مایل) |                 | [ ۱ ] |
| ۲۸ فوریه ۱۵۰۲   | ۰۵:۱۹:۱۵           | ۶          | جزئی   | ۰.۷۳۴۷ | —                   | ۷۰°۳۰′شمالی ۱۵۷°۳۰′غربی / ۷۰٫۵°شمالی ۱۵۷٫۵°غربی | —                      |                 | [ ۱ ] |
| ۲۴ اوت ۱۵۰۲     | ۱۵:۵۲:۰۹           | ۱۱         | جزئی   | ۰.۸۸۳۳ | —                   | ۶۹°۵۴′جنوبی ۵۱°۰۶′شرقی / ۶۹٫۹°جنوبی ۵۱٫۱°شرقی   | —                      |                 | [ ۱ ] |
| ۱۷ فوریه ۱۵۰۱   | ۱۰:۳۸:۰۷           | ۱۶         | حلقه‌ای | ۰.۹۹۳۴ | ۰۰ دقیقه و ۴۵ ثانیه | ۳°۵۴′شمالی ۱۶۷°۳۰′شرقی / ۳٫۹°شمالی ۱۶۷٫۵°شرقی   | ۲۵ کیلومتر (۱۶ مایل)   |                 | [ ۱ ] |
| ۱۳ اوت ۱۵۰۱     | ۰۱:۰۵:۱۳           | ۲۱         | حلقه‌ای | ۰.۹۶۹۲ | ۰۳ دقیقه و ۵۲ ثانیه | ۱°۳۶′جنوبی ۵۲°۳۶′غربی / ۱٫۶°جنوبی ۵۲٫۶°غربی     | ۱۱۹ کیلومتر (۷۴ مایل)  |                 | [ ۱ ] |